# Dariusz Banaś
Dariusz Marian Banaś (ur. 7 września 1969 w Busku-Zdroju) – polski fizyk, nauczyciel akademicki, doktor habilitowany nauk fizycznych.

## Życiorys
W 1994 ukończył studia z zakresu fizyki w Wyższej Szkole Pedagogicznej im. Jana Kochanowskiego w Kielcach. Doktoryzował się w 2001 w Instytucie Problemów Jądrowych im. Andrzeja Sołtana w oparciu o pracę pt. Badanie procesów wielokrotnej jonizacji w zderzeniach O, Si i S z ciężkimi atomami, której promotorem był prof. Marek Pajek. Stopień naukowy doktora habilitowanego uzyskał w 2016 na Wydziale Matematyczno-Przyrodniczym Uniwersytetu Jana Kochanowskiego w Kielcach w oparciu o cykl prac nt. Badanie zderzeń wysoko-naładowanych jonów uranu z elektronami metodami spektroskopii rentgenowskiej.
W październiku 1994 został zatrudniony w Wyższej Szkole Pedagogicznej w Kielcach, przekształconej następnie w Akademię Świętokrzyską i Uniwersytet Jana Kochanowskiego, na którym objął stanowisko profesora nadzwyczajnego. W latach 2005–2008 był wicedyrektorem Instytutu Fizyki, zaś w kadencji 2016–2020 został wybrany prodziekanem Wydziału Matematyczno-Przyrodniczego UJK. W latach 2002–2003 przebywał na stażu podoktorskim w Departamencie Fizyki Atomowej Laboratorium Ciężkich Jonów w Darmstadt. Ponadto w 1996 podjął pracę w Zakładzie Metod Fizycznych Świętokrzyskiego Centrum Onkologii; w 2010 został kierownikiem tego zakładu.
W 2020 odznaczony Złotym Krzyżem Zasługi.